# Magdalena penitente (El Greco, Worcester)
Magdalena penitente es una pintura realizado por Doménikos Theotocópuli—el Greco—  realizada hacia 1577, que forma parte de las colecciones del Museo de Arte de Worcester.

## Introducción
En su catálogo razonado de obras del Greco, Harold Wethey distingue cinco modelos sobre el tema de Magdalena penitente. Según este autor, el presente lienzo es el primero que el pintor realizó sobre dicho tema, y conforma el tipo I del mismo.

## Temática de la obra
María Magdalena es una síntesis de tres personajes que el papa Gregorio Magno reconoció como sola persona:
1. María de Betania, la hermana de Marta y de Lázaro. (Lc 10: 38-42[4]y Jn 11: 1-4[5])
2. La mujer que ungió con ungüento los pies de Jesús y los secó con sus cabellos. (Lc 7:36-50)[6]
3. La mujer que estuvo al pie de la cruz (Mc 15:40)[7]o mirando desde lejos (Mt 27:55-56,[8] Jn 19:25  [9]y Lc 23:49[10]) durante la crucifixión, y fue más tarde a la tumba de Jesús, siendo la primera persona que lo vio después de su resurrección.[11]

## Análisis de la obra

### Datos técnicos y registrales
- Museo de Arte de Worcester, n º. de catálogo: 1922.5;[12]
- Pintura al óleo sobre lienzo;
- Dimensiones: 107,9 x 101,4 cm, según Wethey (108 x 101.3 cm, según el museo);
- Datación: ca.1577;
- Firmado con letras griegas en mayúscula, en la parte izquierda: CHÈIR DOMÉNIKOU;[13]
- Catalogado por: Wethey con el n.º 259, y por Tiziana Frati con la referencia 20-a.[14]

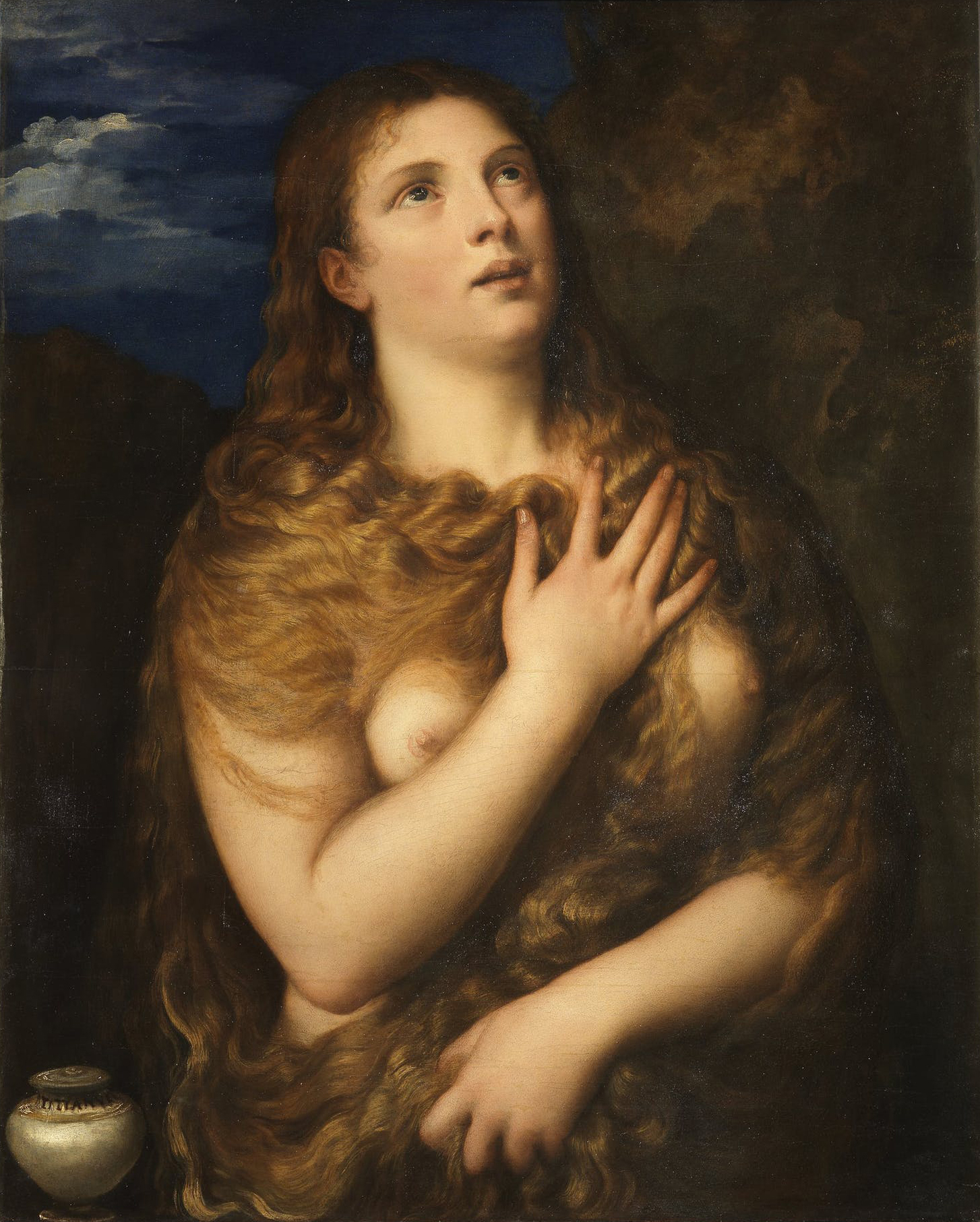
La Magdalena Penitente, lienzo de Tiziano.

### Descripción de la obra
En el tipo I de este tema, el fondo rocoso aparece en el lado izquierdo del lienzo,  con la calavera y el frasco de ungüentos en su parte inferior, y la hiedra —símbolo de inmortalidad y fidelidad—. en la parte superior. La firma en letras mayúsculas, y el empaste grueso de la pintura, indican los primeros años del maestro en España. La santa viste una túnica blanca, cubierta con un manto azul oscuro, y sus largos cabellos dorados se esparcen sobre su pecho. El tono general del fondo es pardo, excepto la hiedra verde y el celaje azul oscuro con nubes blancas.
Esta obra está quizás basada en una versión de Tiziano sobre este tema, que el Greco pudo estudiar en Venecia, de la que tomó la colocación de la santa en primer plano, en la entrada de una gruta ante una pared rocosa. La figura forma un triángulo, con un estatismo y una geometrización que le dan un aspecto elegante, algo amanerado. Pero, el Greco le confiere a la santa una mezcla de sensualidad, refinamiento y espiritualidad, que hacen que la Magdalena de Tiziano parezca vulgar y mundana en comparación.
El rostro de la santa aparece algo ladeado, sus brazos y su cuello son demasiado largos, su postura es poco creíble y parece como si la luz saliera de su propio cuerpo. Aunque su mirada se dirige hacia el Cielo —de una forma más bien teatral— Magdalena no parece desdeñar la vida mundana, ya que no aparece como una humilde eremita. El pintor la representa ricamente vestida, y con una larga cabellera rubia, que forma un bonito contraste con su manto azul oscuro.

## Procedencia
- Colegio de los Ingleses, Valladolid;[18]
- R. Langdon Douglas, Londres, hacia 1922;
- Museo de Arte de Worcester, adquirido en 1922.[19]

## Copias del tipo I
- Madrid; Óleo sobre lienzo, 49 × 41 cm. ; Según Harold Soehnner, es una copia libre.
- Madrid; Museo Fundación Lázaro Galdiano; (n º. 3157) Óleo sobre lienzo; 63 × 50 cm.; no se exhibe; Copia moderna y de poca calidad, según Wethey.[20]